# 上野駅周辺
『ふるさとシリーズ2 上野駅周辺』（うえのえきしゅうへん）は、日本放送協会（NHK）が1978年8月14日から8月25日に「銀河テレビ小説」で放送したテレビドラマ。

## 概要
上野駅周辺で互いに助け合いながら暮らしている人々の交流とそれぞれの人生を描いた作品。

## 出演者
権田重久
演 - 水島涼太
曽根高夫
演 - 峰竜太
長谷川洋子
演 - 田坂都
安田典夫
演 - 佐藤B作
村上繁
演 - 下條アトム
深見光二
演 - 藤原釜足
浅倉裕幸
演 - 草野大悟
佐竹京子
演 - 真理明美
里美泰子
演 - 篠ひろ子
ラーメン屋(夫)
演 - 柳沢真一
ラーメン屋(妻)
演 - 中原早苗

## スタッフ
- 作 - 山田太一
- 制作 - 安部陸朗
- 演出 - 伊豫田静弘
- 音楽 - 小野崎孝輔
- 美術 - 田坂光善
- 技術 - 大竹敏雄、小田桐昇三
- 効果 - 松崎茂

## 主題歌
- 紙ふうせん

## 関連文献
- 山田太一『山田太一作品集 10 (夏の故郷・上野駅周辺)』大和書房、1986年5月20日。